# Marija Kirkowa
Marija Kirkowa (bułg. Мария Киркова; ur. 2 stycznia 1986 w Sofii) – bułgarska narciarka alpejska, wielokrotna mistrzyni Bułgarii, olimpijka.
Kirkowa kilka razy brała udział na zimowych igrzyskach olimpijskich. Jej najlepszym wynikiem na zawodach tej rangi jest 33. miejsce w zjeździe podczas Zimowych Igrzyskach Olimpijskich 2010 w kanadyjskim Vancouver.
Kirkowa wielokrotnie brała udział w mistrzostwach świata. Jej najlepszym wynikiem na zawodach tej rangi jest 22. miejsce w superkombinacji osiągnięte podczas Mistrzostw Świata 2009 we francuskim Val d’Isère.
Kirkowa w Pucharze Świata zadebiutowała 5 stycznia 2006 roku w slalomie podczas zawodów w Zagrzebiu, lecz nie zakwalifikowała się tam do drugiego przejazdu. Nigdy nie zdobyła punktów w zawodach Pucharu Świata.
Jej trenerami byli Austriak Walter Hulmann oraz były bułgarski narciarz alpejski Stefan Georgiew. W 2014 roku, podczas ceremonii otwarcia Zimowych Igrzysk Olimpijskich w Soczi, była chorążym reprezentacji Bułgarii.

## Osiągnięcia

### Igrzyska olimpijskie
| Miejsce | Dzień        | Rok  | Miejscowość | Konkurencja | Czas biegu | Strata | Zwyciężczyni        |
| ------- | ------------ | ---- | ----------- | ----------- | ---------- | ------ | ------------------- |
| DNF2    | 22 lutego    | 2006 | Turyn       | Slalom      | 1:29,04    | -      | Anja Pärson         |
| 33.     | 17 lutego    | 2010 | Vancouver   | Zjazd       | 1:44,19    | +12,61 | Lindsey Vonn        |
| DNF     | 20 lutego    | 2010 | Vancouver   | Supergigant | 1:20,14    | -      | Andrea Fischbacher  |
| DNF1    | 24-25 lutego | 2010 | Vancouver   | Gigant      | 2:27,11    | -      | Viktoria Rebensburg |
| DNF1    | 26 lutego    | 2010 | Vancouver   | Slalom      | 1:42,89    | -      | Maria Riesch        |
| 36.     | 18 lutego    | 2014 | Soczi       | Gigant      | 2:36,87    | +10,72 | Tina Maze           |
| DNF2    | 21 lutego    | 2014 | Soczi       | Slalom      | 1:44,54    | -      | Mikaela Shiffrin    |
| 40.     | 15 lutego    | 2018 | Pjongjang   | Gigant      | 2:20,02    | +12,75 | Mikaela Shiffrin    |
| 35.     | 16 lutego    | 2018 | Pjongjang   | Slalom      | 1:38,63    | +10,38 | Frida Hansdotter    |

### Mistrzostwa świata
| Miejsce | Dzień     | Rok  | Miejscowość       | Konkurencja     | Czas biegu | Strata | Zwyciężczyni      |
| ------- | --------- | ---- | ----------------- | --------------- | ---------- | ------ | ----------------- |
| 43.     | 15 lutego | 2003 | Sankt Moritz      | Slalom          | 1:39,55    | +18,57 | Janica Kostelić   |
| 44.     | 13 lutego | 2007 | Åre               | Gigant          | 2:31,72    | +10,98 | Nicole Hosp       |
| 45.     | 16 lutego | 2007 | Åre               | Slalom          | 1:43,91    | +20,85 | Šárka Záhrobská   |
| 28.     | 3 lutego  | 2009 | Val d’Isère       | Supergigant     | 1:20,73    | +8,64  | Lindsey Vonn      |
| 22.     | 6 lutego  | 2009 | Val d’Isère       | Superkombinacja | 2:20,13    | +12,02 | Kathrin Zettel    |
| 34.     | 12 lutego | 2009 | Val d’Isère       | Gigant          | 2:03,49    | -      | Kathrin Hölzl     |
| DNF1    | 14 lutego | 2009 | Val d’Isère       | Slalom          | 1:51,80    | -      | Maria Riesch      |
| 51.     | 17 lutego | 2011 | Ga-Pa             | Gigant          | 2:20,54    | +12,72 | Tina Maze         |
| DNF1    | 19 lutego | 2011 | Ga-Pa             | Slalom          | 1:45,79    | -      | Marlies Schild    |
| DNS     | 5 lutego  | 2013 | Schladming        | Supergigant     | 1:35,39    | —      | Tina Maze         |
| DNS     | 8 lutego  | 2013 | Schladming        | Superkombinacja | 2:39,92    | -      | Maria Höfl-Riesch |
| DNS     | 10 lutego | 2013 | Schladming        | Zjazd           | 1:50,00    | -      | Marion Rolland    |
| DNF1    | 14 lutego | 2013 | Schladming        | Gigant          | 2:08,06    | -      | Tessa Worley      |
| 46.     | 16 lutego | 2013 | Schladming        | Slalom          | 1:39,85    | +12,91 | Mikaela Shiffrin  |
| 41.     | 12 lutego | 2015 | Vail/Beaver Creek | Gigant          | 2:19,16    | +9,05  | Anna Fenninger    |
| DNF1    | 14 lutego | 2015 | Vail/Beaver Creek | Slalom          | 1:38,48    | —      | Mikaela Shiffrin  |
| 46.     | 16 lutego | 2017 | Sankt Moritz      | Gigant          | 2:05,55    | +10,71 | Tessa Worley      |
| 45.     | 18 lutego | 2017 | Sankt Moritz      | Slalom          | 1:37,27    | +13,86 | Mikaela Shiffrin  |

### Mistrzostwa świata juniorów
| Miejsce | Dzień   | Rok  | Miejscowość  | Konkurencja | Czas biegu | Strata | Zwyciężczyni            |
| ------- | ------- | ---- | ------------ | ----------- | ---------- | ------ | ----------------------- |
| DNF2    | 7 marca | 2003 | Briançonnais | Slalom      | 1:38,53    | -      | Michaela Kirchgasser    |
| 50.     | 8 marca | 2003 | Briançonnais | Gigant      | 2:05,70    | +11,28 | Jessica Lindell-Vikarby |

### Puchar Świata

#### Miejsca w klasyfikacji generalnej
- sezon 2005/2006: -
- sezon 2006/2007: -
- sezon 2008/2009: -
- sezon 2011/2012: -
- sezon 2011/2012: -
- sezon 2013/2014: -
- sezon 2014/2015: -
- sezon 2015/2016: -
- sezon 2016/2017: -

#### Miejsca na podium
Kirkowa nigdy nie stanęła na podium zawodów PŚ.